# モニトール・ラティーノ
モニトール・ラティーノ（スペイン語: Monitor Latino）は2003年に始まったシングル・チャートであり、Radio Tracking Data, LLC がリアルタイムで収集するメキシコおよびアメリカ合衆国のスペイン語ラジオ放送をもとにランキングは作られる。チャートには、総合トップ20 (Top 20 General)、ポップス・トップ20 (Top 20 Pop)、メキシコの英語話者市場を調査した英語トップ20 (Top 20 Ingles) がある。これらのチャートは RadioNotas で発表されるが、完全なリストを見るには購読者になる必要がある。2012年1月、モニトール・ラティーノはドミニカのラジオ局についてもデータの集計を始めたが、発表されるシングル・チャートを見るには購読者になる必要がある。モニトール・ラティーノは毎年、音楽賞を主催しており、その授賞式はロサンゼルスで開かれる。